# Kerkis
Der Kerkis (griechisch Κέρκης, auch Kerketeas Κερκετέας) ist mit 1434 m  der höchste Berg der griechischen Insel Samos.
Er liegt im Westen der Insel und ist nach dem 1624 m hohen Fengari auf Samothraki der zweithöchste Berg der Ägäis, die Erhebungen auf Euböa und Kreta nicht mitgezählt.
Es gibt mehrere Routen zum Besteigen des in seiner Gipfelregion vegetationslosen und felsigen Berges, dessen Spitze auch Vigla genannt wird. Festes Schuhwerk, Trittsicherheit, reichliche Wasservorräte und ausreichende Kondition sind erforderlich. Marathokambos ist der häufigste Ausgangspunkt.
Am 3. August 1989 stürzte ein in Thessaloniki gestartetes Flugzeug der Olympic Airways an dem Berg ab; alle 34 Insassen kamen ums Leben.